# ترومپکی ویلکیه
ترومپکی ویلکیه (به لاتین: Trąbki Wielkie) یک روستا در لهستان است که در Gmina Trąbki Wielkie واقع شده‌است.

## خصوصیات
ترومپکی ویلکیه ۱٬۲۴۰ نفر جمعیت دارد.